# Острова Адмиралтейства
Острова́ Адмиралте́йства (англ. Admiralty Islands) — группа из 40 островов в архипелаге Бисмарка. Другое название — острова Манус по названию крупнейшего острова. Административно группа входит в состав провинции Манус (Папуа — Новая Гвинея). Крупнейшие острова — Манус, Лос-Негрос, Тонг, Пак, Рамбутио, Лоу. Большинство островов — низменные атоллы. Население — 50 321 чел. (2011).

## География
Общая площадь суши группы составляет около 2170 км². Всего в группе 40 островов. Некоторые из них имеют вулканическое происхождение, другие — коралловое. Высшая точка группы — гора Дремсел (англ. Mount Dremsel).
Температура на островах в течение года варьируется незначительно. Дневной максимум составляет около 30—32 °C, ночной — 20-24 °C. Среднегодовое количество осадков — около 3382 мм. Самые дождливые месяцы — июнь-август.

## История
Как и остров Новая Гвинея, архипелаг Бисмарка и Соломоновы острова, острова Адмиралтейства были заселены примерно 40 тысяч лет назад в ходе миграции людей из Юго-Восточной Азии. Первые жители вероятно культивировали таро, завезли с острова Новая Гвинея такое млекопитающее, как бандикут. Местные жители собирали и обменивали обсидиан.
Примерно 3500 лет назад возникла культура Лапита, которая простиралась от островов Адмиралтейства до Самоа. В это время появляется гончарное ремесло, дома на сваях, свиньи, собаки и куры. Развивается сельское хозяйство и мореходство, которое позволило людям преодолевать значительные расстояния между островами.
Первым европейцем, посетившим архипелаг, был испанский мореплаватель Альваро де Сааведра пытаясь найти обратный путь через Тихий Океан, отплыв с острова Тидоре, где была испанская база, в Новую Испанию летом 1528 года. Сааведра назвал главный остров архипелага, Манус как Urays la Grande. В 1616 году, острова посетил нидерландский путешественник Виллем Схаутен. Современное название группе дал англичанин Филипп Картерет, который повторно открыл группу в 1767 году.
С 1884 по 1914 год острова Адмиралтейства находились под управлением Германской империи и входили в состав Германской Новой Гвинеи. В ноябре 1914 года острова были заняты австралийскими войсками. После окончания Первой мировой войны группа окончательно перешла под австралийское управление под мандатом Лиги Наций.
7 апреля 1942 года на островах высадились японские войска, которые были полностью вытеснены только в 1944 году.
В настоящее время острова Адмиралтейства входят в состав Республики Папуа — Новая Гвинея.